# Il vaglia
Il vaglia  (Mandabi) è un film del 1968 diretto da Ousmane Sembène. 
Tratto dal racconto omonimo scritto dallo stesso regista, è il primo film di Ousmane Sembène interamente girato in wolof. Pur avendo riscosso un discreto successo di critica e pubblico all'estero, in Senegal il film è stato al centro di molte polemiche per la descrizione impietosa della società senegalese.

## Trama
Ibrahima Dieng vive alla periferia di Dakar con due mogli e sette figli. È disoccupato e senza un soldo, ma un giorno arriva dalla Francia un vaglia di 25.000 franchi del nipote Abdou. La notizia è presto sulla bocca di tutti e gli amici accorrono per chiedere aiuto. Ibrahima prende in prestito, promette, dà ancor prima di riscuotere il denaro. Ma giunto all'ufficio postale rimane invischiato in mille cavilli burocratici e si ritrova infine sconfitto e rassegnato.

## Tematica
Ousmane Sembène segue Ibrahim, il protagonista, in un viaggio reale e metaforico attraverso Dakar. 
È il percorso quotidiano del cittadino senegalese post Indipendenza, diviso tra tradizione e modernità, Africa e Occidente, povertà e ricchezza, sogno e realtà.  Nel tentativo di ritirare i soldi Ibrahim si trova ad affrontare numerosi ostacoli nella città della burocrazia dove prevale la regola del denaro e dove lui non ha autorità: egli  è infatti analfabeta, non parla francese e non ha documenti. Per conquistare l'oggetto del desiderio, il denaro, Ibrahim deve superare delle prove che lo trasformeranno in un eroe solitario,in quanto consapevole della corruzione della propria società. 
Elemento centrale del film è il denaro che, grazie alla sua provenienza francese, sembra detenere un potere magico. L'arrivo del vaglia rompe i già fragili equilibri di una società urbana povera dove la tradizionale solidarietà africana si è trasformata in una forma di sciacallaggio. 
Pur utilizzando un linguaggio metaforico, lo sguardo del regista rimane saldamente ancorato alla realtà. Mandabi denuncia lucidamente la corruzione e l'eccessiva burocratizzazione della società senegalese e non presenta possibili soluzioni.

## Riconoscimenti
- Premio della Critica alla 29.Mostra Internazionale d'Arte Cinematografica di Venezia
- Premio dei cineasti sovietici al Festival di Tachkent